# 123-тя ракетна бригада (Україна)
123-тя гвардійська ракетна Брянсько-Берлінська ордена Червоного Прапора бригада (123 РБр, в/ч А1002) — військове формування ракетних військ Збройних сил України, що існувало у 1992—2003 роках.

## Історія
У 1991 році, після розпаду СРСР, 123-тя гвардійська ракетна бригада Радянської армії увійшла до складу Збройних сил України.
У 1999 році 123-тя бригада була визнана кращою в Сухопутних військах Збройних сил України.
20 квітня 2000 року, під час військових навчань на Гончарівському полігоні (Чернігівська область) ракета класу «земля-земля», запущена з пускової установки «Точка-У», 123-ї конотопської бригади, зійшла з запланованого курсу, та пролетівши 90 км, влучила у житлову 9-поверхівку у місті Бровари, Київської області. У навчаннях брали участь 300 осіб та понад 70 машин, з яких 50 військовослужбовців і 10 машин (в тому числі дві ОТР 9К79-1 «Точка-У») з 123 РБр.
30 жовтня 2003 року в ході реформування українських Збройних сил, 123-тя гвардійська ракетна бригада була остаточно розформована. Територія військового містечка, де дислокувалася ракетна бригада, передана міській владі. Будівля гуртожитку, де проживали сім'ї деяких військовослужбовців, також перейшло у власність міста.

## Озброєння
- 9К79-1 «Точка-У» (SS-21 «Scarab A»)
- 12 Р-145БМ (на 19.11.90)

## Командири
- гв. підполковник Олійник А. В. (1990—1996)
- підполковник Корнієнко Д. І. (1996—200?)